# Minyichthys myersi
Minyichthys myersi es una especie de pez de la familia Syngnathidae en el orden de los Syngnathiformes.

## Morfología
Los machos pueden alcanzar 6 cm de longitud total.

## Reproducción
Es ovovivíparo y el macho transporta los huevos en una bolsa ventral, la cual se encuentra debajo de la cola.

## Hábitat
Es un pez de mar y de clima tropical y asociado a los arrecifes de coral que vive entre 6-35 m de profundidad.

## Distribución geográfica
Se encuentra en las Filipinas las Islas Molucas Papúa Nueva Guinea y Guam.